# Zuogang
Zuogang (kinesiska: 柞岗) är en socken i Kina. Den ligger i provinsen Heilongjiang, i den nordöstra delen av landet, omkring 110 kilometer norr om provinshuvudstaden Harbin. Antalet invånare är 31 058. Befolkningen består av 15 184 kvinnor och 15 874 män. Barn under 15 år utgör 12,0 %, vuxna 15-64 år 80 %, och äldre över 65 år 6,0 %.
Genomsnittlig årsnederbörd är 807 millimeter. Den regnigaste månaden är juli, med i genomsnitt 229 mm nederbörd, och den torraste är januari, med 8 mm nederbörd.